# Акареб
Акареб (араб. عقارب) — місто в Тунісі. Входить до складу вілаєту Сфакс. Знаходиться за 20 км від міста Сфакс. Станом на 2004 рік тут проживало 9 610 осіб.